# ستيفان آدمسون
ستيفان آدمسون (بالسويدية: Stefan Adamsson)‏ هو دراج سويدي، ولد في 3 يناير 1978 في خوفدة في السويد.

## وصلات خارجية
- ستيفان آدمسون على موقع الاتحاد الدولي للدراجات (الإنجليزية)
- ستيفان آدمسون على موقع أرشيف الدراجات (الإنجليزية)
- ستيفان آدمسون على موقع إحصائيات الدراجات الإحترافية (الإنجليزية)
- ستيفان آدمسون على موقع نسبة الدراجات (الإنجليزية)
- ستيفان آدمسون على موقع CycleBase (الإنجليزية)